# Basellaceae
Famille
Classification APG III (2009)
La petite famille des Basellaceae (Basellacées) regroupe des plantes dicotylédones ; elle comprend une grosse vingtaine d'espèces réparties en 3 à 4 genres.
Ce sont des plantes herbacées, pérennes, tubéreuses ou rhizomateuses, des régions tropicales d'Afrique, d'Amérique et d'Asie.

## Étymologie
Le nom vient du genre type Basella dérivé du mot vasala ou basella-kira, nom Malabar de cette plante.

## Liste des genres
Selon Angiosperm Phylogeny Website (2 fév. 2017), World Checklist of Selected Plant Families (WCSP) (2 fév. 2017) et DELTA Angio (2 fév. 2017) :
- genre Anredera Juss. (1789)
- genre Basella L. (1753)
- genre Tournonia (hr) Moq. (1849)
- genre Ullucus Caldas (1809)

Selon ITIS (2 fév. 2017) et NCBI (2 fév. 2017) :
- genre Anredera Juss.
- genre Basella L.
- genre Ullucus Caldas

## Liste des espèces
Selon World Checklist of Selected Plant Families (WCSP) (30 avr. 2010) :
- genre Anredera Juss. (1789)
  - Anredera aspera Sperling (1995 publ. 1996)
  - Anredera baselloides (Kunth) Baill. (1888)
  - Anredera brachystachys (Moq.) Sperling (1995 publ. 1996)
  - Anredera cordifolia (Ten.) Steenis (1957)
  - Anredera densiflora Sperling (1995 publ. 1996)
  - Anredera diffusa (Moq.) Sperling (1993)
  - Anredera floribunda (Moq.) Sperling (1995 publ. 1996)
  - Anredera krapovickasii (Villa) Sperling (1995 publ. 1996)
  - Anredera marginata (Kunth) Sperling (1993)
  - Anredera ramosa (Moq.) Eliasson (1970)
  - Anredera tucumanensis (Lillo & Hauman) Sperling (1995 publ. 1996)
  - Anredera vesicaria (Lam.) C.F.Gaertn. (1807)
- genre Basella L. (1753)
  - Basella alba L. (1753)
  - Basella excavata Elliot, J. Linn. Soc. (1891)
  - Basella leandriana H.Perrier (1950)
  - Basella madagascariensis Boivin ex H.Perrier (1950)
  - Basella paniculata Volkens (1906)
- genre Tournonia Moq. (1849)
  - Tournonia hookeriana Moq. (1849)
- genre Ullucus Caldas (1809)
  - Ullucus tuberosus Caldas (1809) - Ulluco

Selon NCBI (30 avr. 2010) :
- genre Anredera
  - Anredera brachystachys
  - Anredera cordifolia
- genre Basella
  - Basella alba
  - Basella excavata
- genre Ullucus
  - Ullucus tuberosus - Ulluco